# Джарский поход Ибрагим-хана
Джарский поход Ибрагим-хана — карательная экспедиция персидского войска под командованием Ибрагим-хана, младшего брата Надир-шаха, в Джаро-Белоканские общества, предпринятая осенью 1738 года с целью усмирить восставших.

## Предыстория
Джаро-Белоканские вольные общества представляли собой союз сельских общин аварцев и цахур, созданные в целях консолидации военных и политических ресурсов. На протяжении XVII века Джаро-Белоканские вольные общества и Илисуйский султанат вели бесчисленные войны с кызылбашами, в первой половине XVIII века они встретились с новой угрозой. На этот раз им предстояло противостоять Империи Афшаридов, границы которой простирались от Индии до Ирака и Закавказья.
В начале 30-х годов XVIII века Надир-шах, разгромив османов, заявил о своих претензиях на всё Закавказье. Джаро-Белоканские вольные общества и Илисуйский султанат ответили отказом на требование шаха подчиниться, за что зимой 1734 года он вторгся в земли джарских аварцев, где повсюду «сеял разрушение и смерть». Покорить джарцев ему не удалось.
В конце 1735 года жители пограничного с Илисуйским султанством села Биланджик, восстали против кызылбашей, бесчинствовавших в их селении. Призвав на помощь жителей соседних сел, они разгромили отряд кызылбашей. Вот что пишет современник этих событий о коварстве каджаров.

Боже сохрани нас от их коварства! Мусульмане, не доверяйтесь им, ибо они самые коварные люди. Да истребит Бог их всех, да накажет самым страшным наказанием и да проклянёт их, ибо они неверны, что ясно из их действий и слов: они оскорбляли Коран и сжигали его.— Хроника войн Джара в XVIII столетии
В конце 1735 года Надир-шах предпринял новый поход с целью усмирить восставших. Он разрушил почти все горные селения, многие жители скрылись в труднодоступных горных сёлах в Дагестане. В 1736 году Надир назначил своего брата Ибрагим-хана правителем Грузии, Армении, Азербайджана и Дагестана, а сам он направился в свою столицу.
После закрепления персов у власти в 1736—1737 годах началась череда местных восстаний в Ширване и Дагестане. Весной 1736 года Сурхай-хан I во главе с горцами напал на старую Шемаху и Дербент. Здешняя администрация была обеспокоена, что тот вторгнется и в Ардебиль. Осенью 1736 года анцухцы и джарцы напали на иранцев в Кахетии. В ответ на это Ибрагим-хан пошёл на них с 20-ти тысячным войском. Но он многого не добился, джаро-белоканцы «заключили с ним мир, не внося ему ничего, ни податей, ни заложников, ни чего другого».
Когда армия шаха ушла в Афганистан, Муртазали, сын Сурхай-хана I, возглавил в 1737 году набег на Ширван и Шеки: горцы дошли до Тифлиса и Карабаха, осадили Нуху и взяли крепость Ареш. К концу 1737 года Ибрагим-хан ценой крупных потерь вытеснил их из Кахетии. Стараясь расколоть силы восставших, Ибрагим-хан пытался восстановить против них дагестанских феодалов. С этой целью летом 1738 года он прибыл на Куру, куда пригласил для переговоров шамхала Хасбулата, Сурхай-хана I, уцмия Ахмед-хана и Али-Султана II Цахурского, но, за исключением последнего, никто не явился на этот призыв. Уцмий Муртазали, сын Сурхай-хана I, и предводитель Галега (Гелега) из Анцуха отказались подчиниться власти Ирана.

## Поход

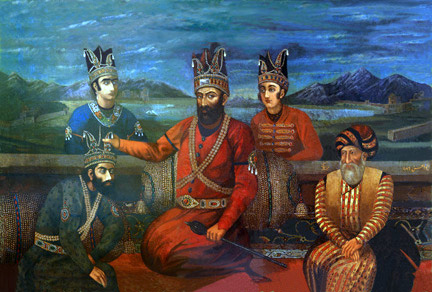
Надир-шах с семьёй. Слева от него сидит Ибрагим-хан

Выждав благоприятный момент, когда шах отправился в поход на Индию, горцы подняли восстание. Для их усмирения был направлен карательный отряд, численностью в 32 или 38 тысяч человек, во главе с братом Надир-шаха Ибрагим ханом.
Восставшие обратились за помощью к дагестанским владетелям — прибыли Муртазали, сын Сурхай-хана I, и Мухаммед-Бек Цахурский. Из Дагестана на помощь восставшим пришло 20-тысячное войско. Летописец Надир-шаха Мухаммад-Казим по этому поводу пишет:

Примерно двадцать тысяч человек из племен, живущих в Табарсаране, Ханалике, Ахты-пара, Курели и других местах, прибыли во главе с Большим уцмием. Трое суток они брали пропитание и фураж у джарского племени. Лезгинские дозорные сообщили боеспособности и снаряжении кызылбашского войска. Среди джарцев были два знаменитых предводителя, которые в смелости походили на Рустам-Дастана, а в щедрости — на Хатам Таи. Один из них был прозван Ибрахим-дивана (Адалав Ибрагим), а другой — Халилом. Узнав об отступлении лезгин, они не пали духом. Первым делом они поручили примерно двум тысячам прославленных своих стрелков захватить все заставы, проходы и дороги, по которым должны были пройти победоносные войска. Сами же они занялись сбором войска.— Козлова А.Н. Страница истории освободительной борьбы народов Дагестана. М., 1976, С. 128
Таким образом, горцам почти в одиночку пришлось встать против огромного войска. Чуть позже им на помощь пришёл небольшой отряд дагестанских аварцев во главе с Малачилавом Унцукульским. Джарские отряды возглавили местные военачальники Адалав Ибрагим по прозвищу Ибрагим-дивана и Халил.
В ноябре 1738 года Ибрагим-хан с войском, состоящим в основном из кызылбашей, подошёл к реке Тала-ор и основал неподалёку от села Джар военное укрепление. Ибрагим-хан в течение четырёх дней заставил своих воинов рыть оборонительные окопы для отражения возможного внезапного нападения джарцев. В тот же день кызылбаши поднялись на цилбанское плато и взяли аул Цилбан. После ожесточённого сопротивления шахские войска взяли Джар и вышли в Джарское ущелье. Здесь горцы, устроив засаду, обратили захватчиков в бегство. В результате ожесточённых боёв с обеих сторон погибли многие, здесь был убит и Ибрагим-хан. Местные источники об этом говорят:

Ибрагим-хан пришёл на селение Чар и Закатала вместе с многочисленными войсками в 1151 (1738) году. Он был, однако, убит на горе Чара, а войско его понесло поражение и бежало.— Письменные памятники Дагестана XVIII–XIX вв. Махачкала, 1989. С. 137-140.
Современник и очевидец тех событий Мухаммад-Казим подробно описывает эту битву. Он пишет, что старейшины Джара и Талы

в тот день выбрали примерно семьсот прославленных стрелков, которые огненными пулями в тёмную ночь могли попасть в чешуйку змеи. Они отделились под начальством Ибрахима и Халила. Попрощавшись с племенем и родом, в ту тёмную ночь направились на великое дело. Войдя в леса, которые были на пути Ибрахим-хана, сели в засаду. Они находились там, пока не прошли по склону горы лезгинские и ширванские войска, воины племён мокадам, думбули и прочие. По небесному предопределению и велению вечного рока, ни один из кызылбашей их не заметил, хотя они сидели у прохода. После прохождения упомянутых войск в те горы вступил Ибрахим-хан с хорасанскими стрелками и с несколькими ханами и предводителями. Когда они дошли до середины гор, то внезапно с двух сторон, удачливое сборище начало стрельбу. Хорасанские же стрелки, ничего не видя, также приготовились к стрельбе, и сражение началось… В разгар этой схватки Ибрахим-диван узнал Ибрахим-хана и послал в его сторону смертельную пулю. По божьей воле и вечному предопределению, та пуля попала в голову Ибрахим-хана и ранила его. Другая пуля попала в знаменосца, и он опрокинувшись, покатился. В это время Огурлу-хан, правитель Гянджи, подбежал к Ибрахим-хану… Огурлу-хан настаивал, как вдруг другая пуля попала ему в грудь, и он был убит. В тот момент он вскрикнул и сказал своему брату Хасан-Али-хану: Ты выведи Ибрахим-хана… В это время ещё одна пуля попала в лоб Хасан-Али-хану, и он тоже был убит. Каждый предводитель и вождь племени, который подходил к Ибрахим-хану, говоря, что здесь не место оставаться не достигал цели.— Козлова А.Н. Страница истории освободительной борьбы народов Дагестана. М., 1976, С. 132
От кызылбашей на поле боя остались 1500 ружей, три пушки и прочая амуниция. Ибрагим-хан потерял треть своего войска, всю артиллерию, состоявшую из 30 пушек, сам он был убит джарским военачальником Адалавом. Тело Ибрагим-хана джарцы предали огню.

## Последствия
После сражения Мухаммад-Казим писал:

Дела областей Азербайджана таковы, то если описать тамошнее положение, то это происшествие станет поводом к осмелению врагов и ослаблению большинства храбрецов, сокрушающих ряды неприятеля. Если мы направимся в Иран, то все кочевые племена в Индии, Белуджистане и афганцы будут нас преследовать и не допустят, хотя один человек ушёл из этой страны.— Мухаммад-Казим. Поход Надир-шаха в Индию. М., 1961, С. 179
Таким образом, это поражение немного пошатнуло империю Надир-шаха, он был вынужден направить все усилия на покорение дагестанских народов.
К концу 1738 года Муртузали Казикумухский захватил Шемаху и посадил там Карат-бека, соратника Сурхай-хана. К началу весны 1739 года шамхал Хасбулат и уцмий Ахмед-хан получают приказ Надира, который не знал, что они его давно предали и воевали против Ибрагим-хана. Он приказал им схватить и прислать к нему Сурхай-хана и Муртузали. Приказ не был исполнен. Карат-бек спокойно отступил в Дагестан, а затем объединённые отряды джарцев, дагестанцев и грузин, руководимые князем Шанши Эристави и Маллачи Унцукульским, нанесли удар иранцам, те отступили с большими потерями.
Смерть брата вызвала гнев Надир-шаха, он поклялся отомстить джарцам и всем дагестанцам. Однако ближайшие годы он провёл в далеких походах. Отомстить горцам он смог только в 1741 году. Разгромив восставших, Надир-шах повёл своё 100-тысячное войско в Дагестан.